# Стонгебру (стадион)
Стадион «Стонгебру» (швед. Stångebro IP) — спортивное сооружение в Линчёпинге, Швеция. Сооружение предназначено для проведения футбольных матчей в летний и хоккейных в зимний, периоды. Трибуны спортивного комплекса вмещают 6 000 зрителей. Открыта арена в 1974 году. Рекорд посещаемости равен 3200 человек, был установлен в матче чемпионата Швеции 1967 года, Дерби - Грипен.

## Информация
Адрес: Линчёпинг, C-ring (Linköping)